# Khanda (sikhizm)

Khanda - symbol sikhizmu

Khanda – jeden z najważniejszych symboli sikhizmu, składający się z trzech elementów:
- centralnego miecza khanda, od którego pochodzi nazwa symbolu. Przypomina on, że tak jak miecz ma dwa ostrza, tak Sikh ma pełnić dwie role: musi być równocześnie świętym i żołnierzem
- kolistego czakkaru - symbolizującego Boga wiecznego i jedność ludzkości, niepodzielonej na płeć i kasty
- dwóch zakrzywionych sztyletów kirpan, jeden symbolizuje miri - niezależność polityczną, drugi - piri, czyli niezależność duchową.

Khanda umieszczona jest na fladze Sikhów.